# Бізігешть
Бізігешть, Бізігешті (рум. Bizighești) — село у повіті Вранча в Румунії. Входить до складу комуни Гароафа.
Село розташоване на відстані 176 км на північний схід від Бухареста, 13 км на північ від Фокшан, 77 км на північний захід від Галаца, 125 км на схід від Брашова.

## Населення
За даними перепису населення 2002 року у селі проживали 684 особи, усі — румуни. Усі жителі села рідною мовою назвали румунську.